# Museo Memorial de l'Exili
El Museo Memorial del Exilio (MUME) es un centro de interpretación ubicado en La Junquera dedicado a recordar los exilios provocados por la guerra civil española, con el objetivo de dedicar un espacio para la memoria, la historia y la reflexión crítica. Está situado en el mismo paso fronterizo por donde huyeron la mayor parte de los exiliados. El órgano de gestión del museo es un consorcio integrado por la Generalidad de Cataluña (Memorial Democrático), el Ayuntamiento de La Jonquera, el Consejo Comarcal del Alt Empordà y la Universidad de Girona.
El museo compagina las funciones museísticas, a través de las exposiciones permanente y temporales, con las de investigación histórica y difusión pedagógica, vinculando la historia con el presente. Sus principales objetivos son la difusión de la memoria del exilio republicano sin dejar de lado el resto de exilios, principalmente de la época contemporánea. Otra de sus ambiciones es incentivar culturalmente el municipio de La Jonquera.
Abrió sus puertas el 16 de febrero de 2008, siendo el primer equipamiento museístico dedicado a la preservación de la memoria del exilio republicano y de su legado.

## Exposiciones
El museo incluye una exposición permanente que explica la historia del exilio desde el inicio de la guerra civil española hasta los años de la transición a la democracia (1975-1981), una sala de exposiciones temporales y un aula para la realización de talleres pedagógicos.
En las salas del museo se da noticia de los muchos hombres y mujeres exiliados en 1939 que siguieron luchando por la libertad, ya fuera desde las filas de la resistencia francesa, ya fuera desde las filas de los ejércitos aliados o en el frente del Este. Asimismo, merecen especial atención los miles de republicanos que fueron enviados a los campos de concentración nazis. 
También se tiene en cuenta aquella gran parte de población exiliada que, a fin de escapar de la barbarie nazi y la represión franquista, tuvo que buscar asilo en tierras americanas o africanas.Desde 2015 el Ayuntamiento de Agullana ha inaugurado una exposición permanente sobre el exilio cultural catalán  en la Plaza Mayor del pueblo y, a raíz de un convenio con el Consorcio del Museo Memorial del Exilio, complementa al MUME en la temática del exilio cultural de ámbito catalán. Presenta fondos del MUME y de la Universidad de Girona en un local que comparte con una exposición sobre arqueología de la necrópolis de Can Bech de Baix d'Agullana. 

## Servicio educativo
El servicio del museo intenta promover la reflexión sobre cuestiones como la memoria colectiva, las memorias individuales y la historia reciente de Cataluña y del Estado español, de la Europa de la Segunda Guerra Mundial, del genocidio nazi o de América que acogió a tantos exiliados republicanos. Pero también sobre los exilios provocados por otros genocidios y otros enfrentamientos fratricidas o internacionales, que se iniciaron durante la Primera Guerra Mundial y que continúan hasta el presente.
Las propuestas pedagógicas que se ofrecen parten de la historia local, de los hechos concretos y de las experiencias vitales personales y familiares durante la guerra civil española y su consiguiente exilio, pero sin perder de vista la necesaria contextualización general y la vigencia educativa de aquellos eventos cuando se establecen comparaciones con el mundo actual.
Desde 2015 el Ayuntamiento de Agullana ha inaugurado una exposición permanente sobre el exilio cultural catalán  en la Plaza Mayor del pueblo y, a raíz de un convenio con el Consorcio del Museo Memorial del Exilio, complementa al MUME en la temática del exilio cultural de ámbito catalán. Presenta fondos del MUME y de la Universidad de Girona en un local que comparte con una exposición sobre arqueología de la necrópolis de Can Bech de Baix d'Agullana.